# Restauranghögskolan vid Umeå universitet
Restauranghögskolan i Umeå har rötter i det 1996 startade Gastronomiprogrammet. År 2002 blev Restauranghögskolan en egen enhet vid Umeå universitet. Den 1 januari 2020 slogs Restauranghögskolan samman med Institutionen för kostvetenskap till den nya Institutionen för kost- och måltidsvetenskap. 

## Utbildning
Sedan sitt grundande har Restauranghögskolan i Umeå utvecklats gradvis. I centrum har hela tiden funnits det 3-åriga Gastronomiprogrammet, som inleds med kurser i bland annat måltids- och restaurangvetenskap, entreprenörskap och ledarskap. Efter de tre första terminerna väljer studenterna inriktning mot kreativ matlagning eller värdskap.  
Sedan 2013 är utbildningen fullt utbyggd, så att studenter efter grundutbildningen kan fortsätta med kurser på avancerad nivå, forskarutbildning och forskning. Den ökade tillströmningen av studenter ställer större krav på lokaler, och Umeå universitet har därför beslutat att bygga ytterligare ett kök med restaurangdel i det så kallade Lärarutbildningshuset, som förutom Restauranghögskolan även inrymmer Institutionen för kostvetenskap.

### Lärare
Björn Norén (adjunkt, kock), Hanna Lövgren (adjunkt, kock), Per Svedman (adjunkt), Carita Bengs (FD, lektor/föreståndare) Joachim Sundqvist (doktor), Niels Kristensen (professor), Ulrica Söderlind (universitetslektor)

### Gästlärare
Gästprofessor sedan sent 90-tal är Gert Klötzke som i oktober 2014 också utnämndes till hedersdoktor vid samhällsvetenskapliga fakulteten vid Umeå universitet. Andra kända kockar och krögare som har varit verksamma som adjungerade professorer vid Restauranghögskolan är Marcus Samuelsson och Mathias Dahlgren.
Andra gästlärare är Ashok Kapoor (tehuset Chaikana), Håkan Thörnström  (krögare Thörnströms kök), Jan-Erik Svensson (drycker), Jessica Sandberg (konditor), Jonas Odland (kryddmästare), Magnus Ek (adjungerad lektor, krögare Oaxen skärgårdskrog), Magnus Johansson (adjungerad lektor, bagare/konditor Operakällaren m.fl), Titti Qvarnström (Bloom in the park)

## Forskning
Även forskningen har utvecklats gradvis under åren. Några aktuella forskningsprojekt, som båda leds av föreståndaren Ute Walter, är Nya kulinariska rum i Sverige och Äta ute – en studie av besökarnas aktiviteter relaterad till mat- och måltider.

## Fler bilder

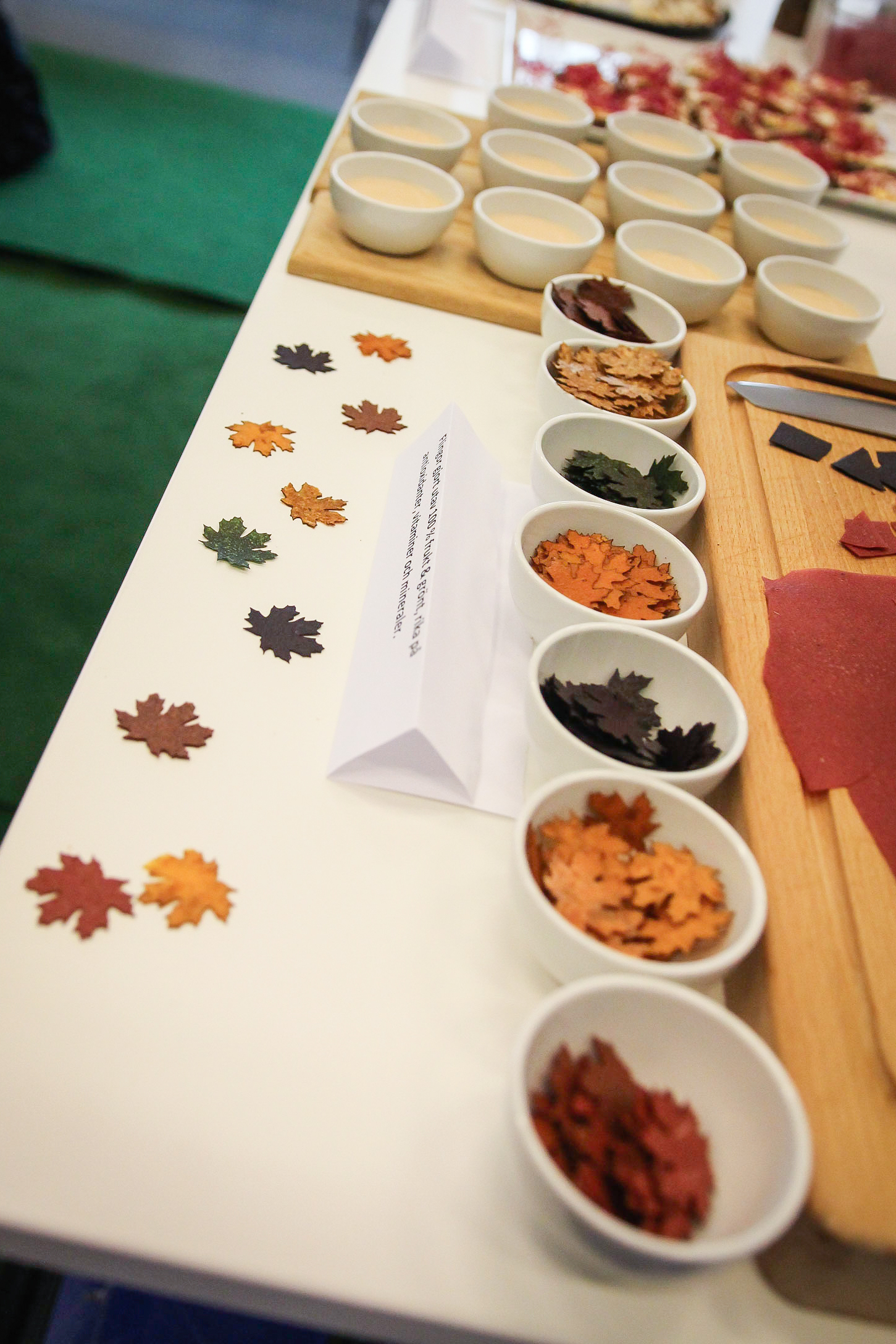
3D-printade frukostflingor i Sliperiet.
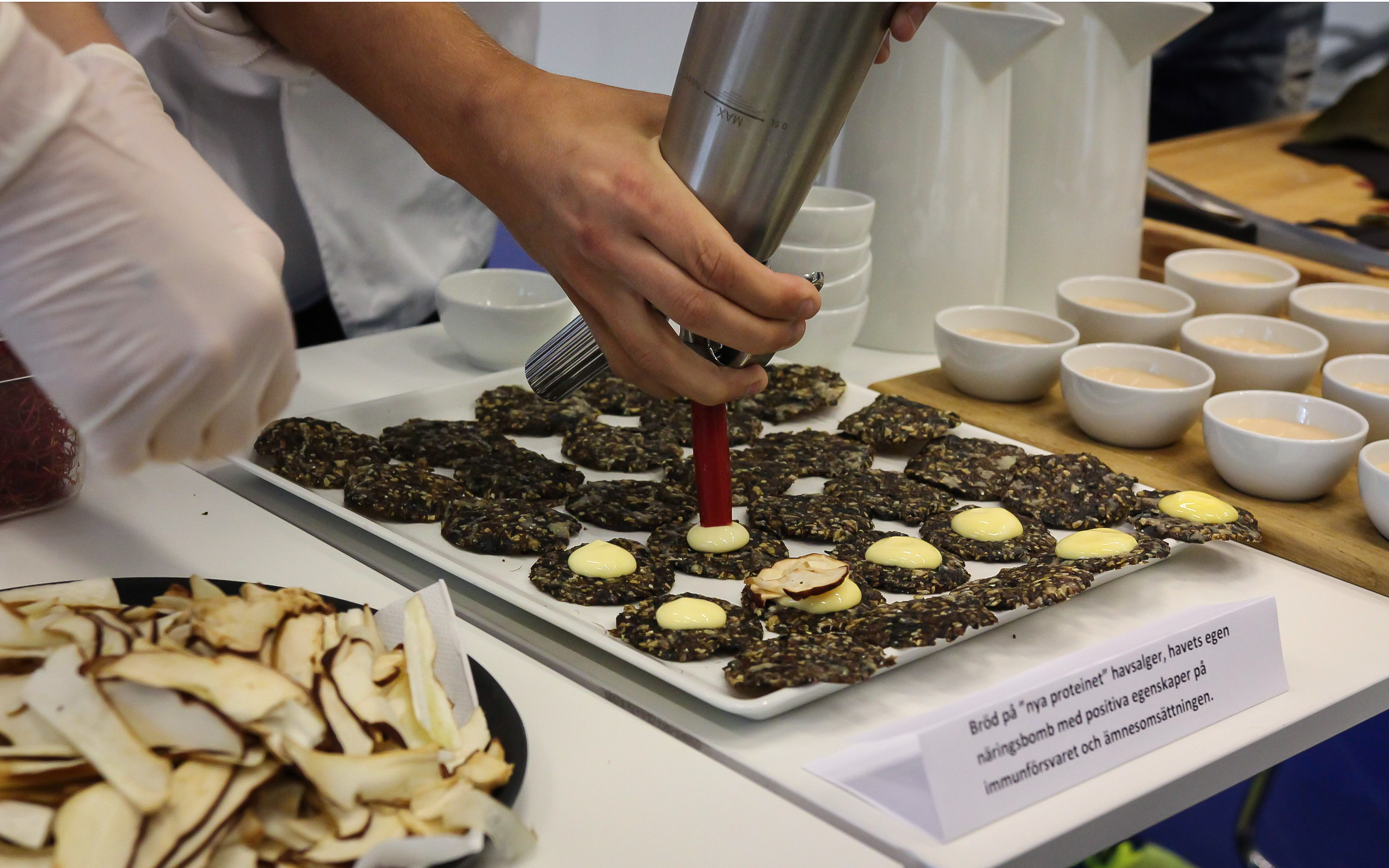
Experiment med bröd av havsalger.
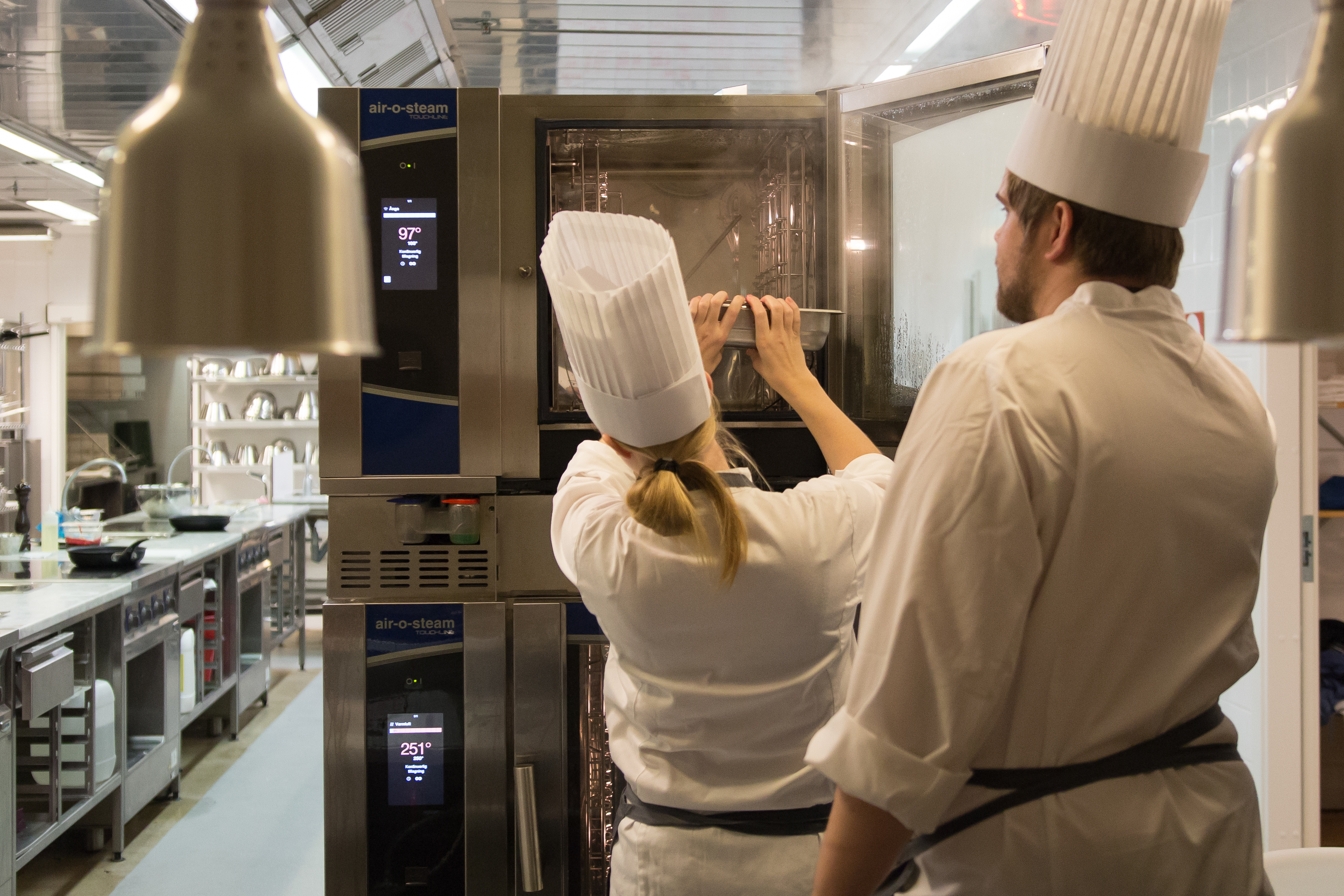
Förberedelser för åttarätters middag.
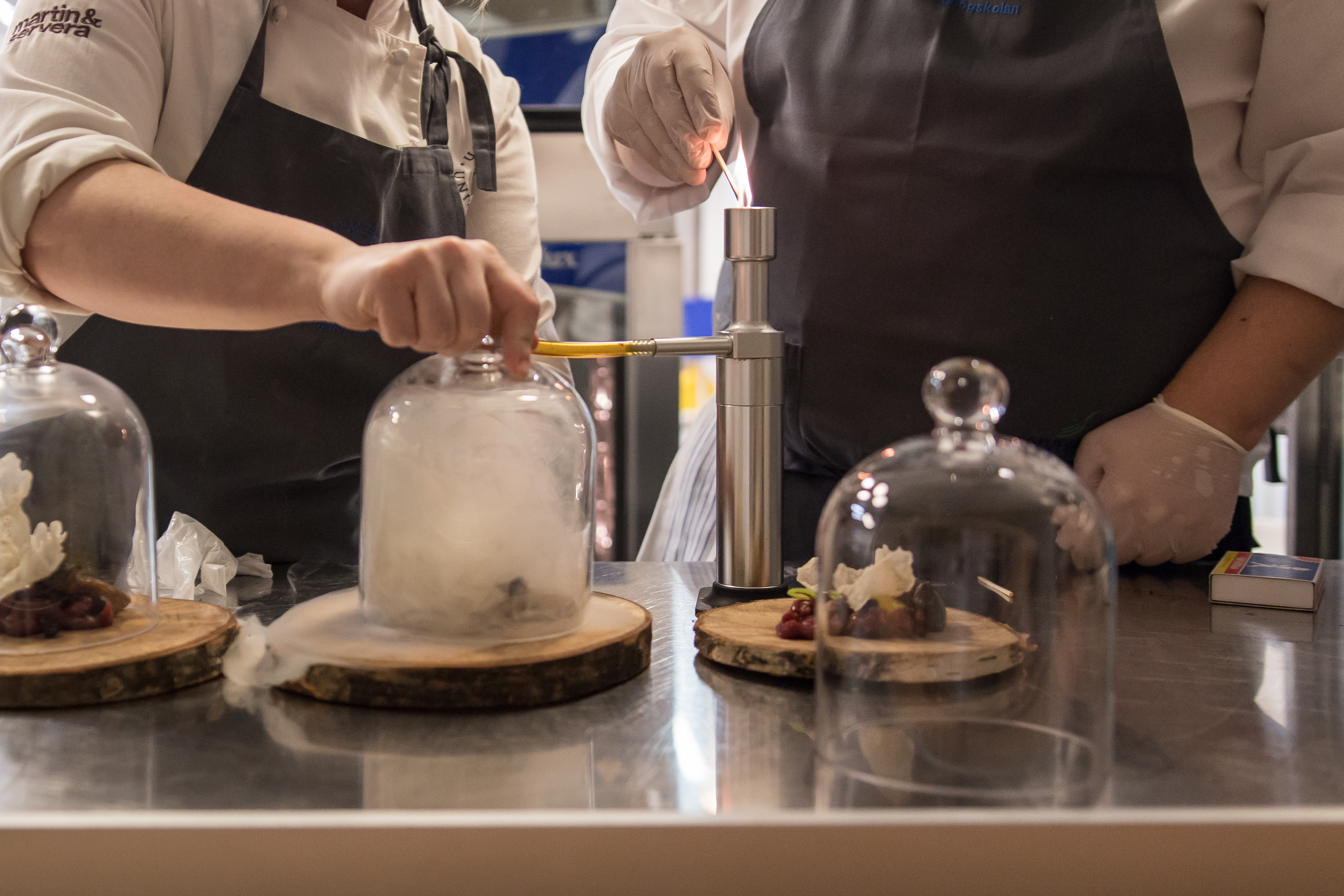
Studenter.
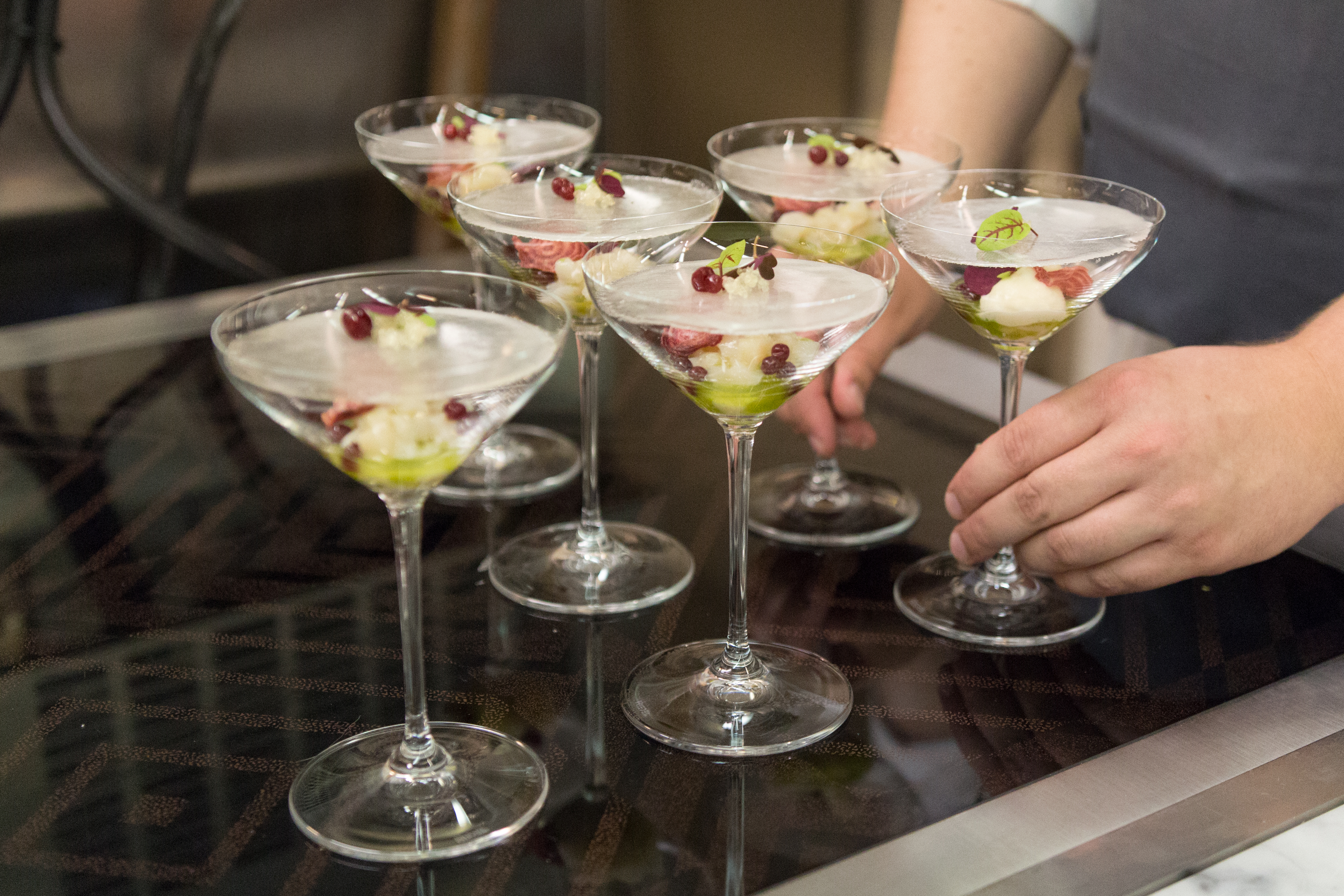
Dessert.